# 西站什字站
西站什字站是一个位于中华人民共和国甘肃省兰州市七里河区西站街道与敦煌路街道交界西津西路与敦煌路交叉口地下，属于兰州轨道交通1号线的地铁车站，于2019年6月23日开通。

## 车站结构
西站什字站沿西津西路设置，为地下两层双柱三跨岛式站台车站，车站长302.1米，标准段宽21.6米，车站地下一层为站厅层，地下二层为站台层。车站东侧设置一条单渡线。
| 地面              | 出入口 | A-C出入口 |
| 地下一层          | 站厅   | 客服中心、自动售票机、验票机                                                                                    |
| 地下二层          | 站台层 | \| \| \| █ 1号线往陈官营（兰州西站北广场） \| \| 島式 · 開左邊车门 \| \| \| \| \| \| █ 1号线往东岗（七里河） \| |
|                   |        | █ 1号线往陈官营（兰州西站北广场）                                                                               |
| 島式 · 開左邊车门 |        | |
|                   |        | █ 1号线往东岗（七里河）                                                                                         |

## 车站出口
西站什字站共设3个出口，各出口及周围设施如下所示：
| 编号                | 建议前往的目的地 | 照片 | 无障碍设施 |
| ------------------- | ---------------- | ---- | ---------- |
| A · 出口 · （设有） | 西津东路北侧     |      |            |
| B · 出口            | 敦煌路西侧       |      | 不適用     |
| C · 出口            | 西津东路南侧     |      | 不適用     |
| 图例： 设有         |                  |      |            |

## 接驳交通

### 公交车
- 柳家营十字：31路、32路、35路、50路、77路、84路、105路、108路、109路、132路、157路、158路、F32路、Q105路、
- 西站什字：1路、5路、14路、18路、77路、106路、129路、136路、137路、602路、606路、B1路、Q5路、F5路、TB1路

## 车站历史
- 2016年3月27日，车站主体结构封顶[4]。
- 2019年6月23日，车站随1号线一期工程通车开通[1]。